# Régimen Indiano

Escudo de la Corona de Castilla que implementó el Régimen Indiano.

El régimen Indiano o régimen colonial fue un sistema político, económico y social creado por la Monarquía Católica de España para gobernar, administrar y explotar las tierras recién descubiertas del continente americano, conocido también como las Indias.

## Origen del Régimen Indiano
El Régimen Indiano tuvo como objetivo lograr superar las dificultades de la distancia y a su vez poder limitar los grandes privilegios dados a los descubridores y conquistadores y, de esta manera,  crear una red de controles que se sobreponían los unos a los otros. Su organización fue el fruto de un largo proceso realizado entre los siglos XVI y XVIII. Esto se debe a que las Indias fueron consideradas como Reinos singulares que se incorporaron a la dependencia de la corona española. Debido a que el contexto de América, previo a la conquista, no era igual a España, se hacía necesaria la creación de organismos especializados que se encargaran de la situación en que se encontraban las Indias, creando una legislación particular y con un régimen de gobierno distinto al de la península. Los mismos se dividían en personales y colegiados.

## Instituciones en España

### Rey
Es el monarca de España y también del Reino de Indias. Todas las autoridades dependen de él. Entre sus amplias responsabilidades se cuentan la administración del Estado, la imposición de las leyes y la administración de la justicia. Este período contó con dos dinastías: la de Habsburgo o Casa de Austria, en los siglos XVI y XVII que tiene como uno de sus máximos representantes a Carlos I quien tuvo a su cargo la conquista y los primeros pasos de la colonización de América, y la de los Borbones de origen francés que se hacen cargo de España a partir de 1701. Sus principales funciones: Realizar las leyes, ratificar lo resuelto por el Consejo de Indias, delegar a las autoridades inferiores parte de la responsabilidad de gobierno de las que no quería encargarse.

### Consejo de Indias
El Consejo de Indias gobierna en aquellos asuntos de los que el rey no se encarga. Es también un tribunal supremo, penal y civil. Se encargaba de las acusaciones de corrupción en América. Era encargado de asesorar al rey sobre las medidas que se debían tomar en estos territorios. Fue fundado en 1524, primero funcionó en Sevilla y luego en Cádiz. Es un órgano con varios integrantes y tiene como funciones: elaborar leyes para América, administrar los territorios americanos proponiendo al rey el nombramiento de funcionarios, ser tribunal de justicia en asuntos importantes, controlar la casa de contratación.

### Casa de Contratación
Fue fundada en 1503, sus principales funciones eran: controlar el comercio con América, fiscalizar el movimiento de oro y plata, así como el de otros productos, juzgar los delitos cometidos contra barcos, organizar la Escuela Náutica, vigilar el ingreso de personas a América, controlar los viajes de ida y de vuelta a América realizados en barcos y controlar los productos que salían para ser vendidos en América, y los metales que entraban a España. Se ocupaba de todo lo relacionado con el comercio.

## Instituciones en América

### Instituciones unipersonales
Las instituciones unipersonales eran aquellas que se ubicaban en América.

#### Virrey

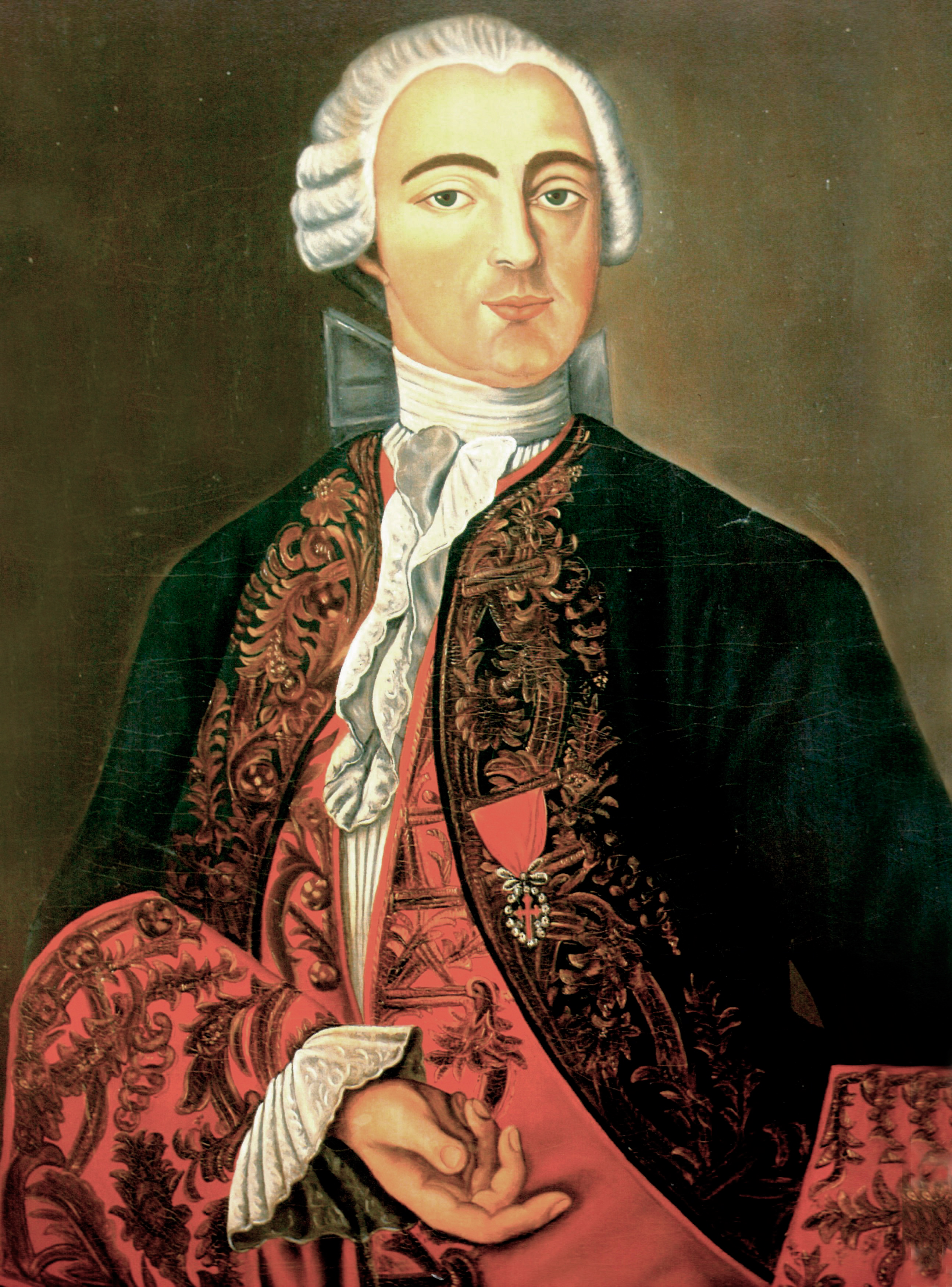
Pedro de Cevallos, primer virrey del Río de la Plata.

América estaba dividida en virreinatos. Los virreyes representan directamente al rey en el Reino de Indias. Les correspondían los mismos honores que al rey, pero su cargo no era vitalicio; solo podía permanecer en su cargo cinco años. Sus funciones eran: repartir tierras, fomentar la colonización y fundar ciudades, cumplir las leyes del rey y complementarlas con ordenanzas, y evangelizar a los indios. Era el jefe supremo militar y la suprema autoridad en el territorio de su jurisdicción. Salvo expresas limitaciones fijadas por la ley, tenían extraordinarias atribuciones, pudiendo resolver asuntos sin necesidad de la aprobación real.

#### Capitán General
En las divisiones territoriales de las Indias fueron creados, además de los virreinatos, las Capitanías generales, que estaban a cargo de un capitán general. Eran semejantes a los virreyes, pero no ostentaban sus mismos honores; sin embargo, tenían una responsabilidad mucho mayor. Las capitanías se situaban donde había mayor resistencia de indígenas o ataques de extranjeros como Chile, Venezuela y Cuba.

#### Gobernadores, corregidores y alcaldes mayores
Subordinados al virrey, estaban al frente de las circunscripciones territoriales pertenecientes a un virreinato. Los corregidores y alcaldes mayores se diferenciaban de los gobernadores por la menor extensión del territorio. Eran elegidos por el rey, el virrey o las Reales Audiencias. Presidían los cabildos. Entendían en materia judicial y en la apelación de los alcaldes ordinarios, cuidaban el cobro de impuestos, las fortificaciones militares, y no se podían relacionar con sus vecinos, debido a que esto podía influenciar al momento de tomar alguna decisión. Al tomar posesión del cargo debía jurar fidelidad y presentar inventario patrimonial al finalizar sus funciones. Actuaban en su gobernación o en la jurisdicción que les correspondía, subdivisiones del virreinato. Eran la máxima autoridad militar y política que hacían cumplir las ordenanzas del virrey, como el cobro de impuestos, fundar edificios, organizar el cabildo, etc.

### Instituciones pluripersonales

#### Reales audiencias
Las Reales Audiencias eran pequeños organismos de tres, cinco o siete miembros. Los más importantes eran llamados oidores, los cuales actuaban en materia judicial. Asesoraban y controlaban al virrey. El miembro más antiguo de esta institución era el que sustituía al virrey en caso de enfermedad, muerte u otro inconveniente hasta ser designado uno nuevo.

#### Cabildos
Esta misma institución también existió en España: era el gobierno de las ciudades americanas, un organismo colegiado cuya cantidad de miembros dependía de la importancia de la ciudad. Duraban un año en sus funciones.  Los regidores eran elegidos por los cabildantes salientes o por los vecinos de la ciudad (hombres casados, residentes en el lugar con propiedades). Los cabildantes representaban la parte más sana y distinguida del vecindario, debían poseer propiedades y linaje. Estaban excluidos de este cargo los moros, judíos, negros, mestizos y mulatos, al igual que los indios. Sus funciones principales eran: realizar obras públicas, vigilar el abastecimiento de la ciudad, controlar el servicio de hospitales, mantener el alumbrado público, controlar los precios y crear escuelas.